# Ireneusz (Tafunea)
Ireneusz, imię świeckie Siergiej Pietrowicz Tafunea (ur. 30 maja 1971 w Vărvăreuce) – biskup Rosyjskiego Kościoła Prawosławnego pochodzenia mołdawskiego. 

## Życiorys
W 1986 ukończył szkołę średnią w Vărvăreuce. Następnie przez trzy lata uczył się w szkole zawodowo-technicznej. W latach 1989–1991 odbywał zasadniczą służbę wojskową. Po jej zakończeniu wstąpił jako posłusznik do monasteru Nowy Neamț. W latach 1992–1993 uczył się moskiewskim seminarium duchownym, następnie studiował w Moskiewskiej Akademii Duchownej, uzyskując w 2002 dyplom końcowy. W czasie studiów, 13 kwietnia 1995 złożył wieczyste śluby mnisze w monasterze Nowy Neamț, przed jego przełożonym, archimandrytą Dorymedontem. Przyjął imię Ireneusz na cześć św. Ireneusza z Lyonu. 28 maja 1995 biskup dmitrowski Filaret wyświęcił go na hierodiakona. 10 września 1995 przyjął natomiast święcenia kapłańskie z rąk biskupa wieriejskiego Eugeniusza. Od 1999 był wykładowcą seminarium duchownego w Kiszyniowie, kontynuując studia w trybie eksternistycznym. Wykładał teologię zasadniczą, filozofię i liturgikę. Od 1998 do 2004 był ponadto jednym z misjonarzy eparchii oraz kapelanem cerkwi św. Andrzeja w więzieniu w Benderach, zaś od 2000 dodatkowo sekretarzem metropolii mołdawskiej. Od 2001 do 2004 wykładał teologię porównawczą i zasadniczą w szkole duchownej w Benderach, zaś od 2002 do 2005 – religioznawstwo na uniwersytecie w Tyraspolu. W 2004 otrzymał godność ihumena. W tym samym roku wyjechał do Moskwy jako oficjalny przedstawiciel Mołdawskiego Kościoła Prawosławnego przy patriarchacie. Żył w Monasterze Nowospasskim, pełniąc w nim równocześnie funkcje kierownika szkoły niedzielnej (2010–2011) i pełnomocnika ds. młodzieży (2011).
W 2009 uzyskał tytuł naukowy kandydata nauk teologicznych. Autor prac poświęconych historii prawosławia w Mołdawii, seminarium duchownego w Kiszyniowie, metropolicie Arseniuszowi (Stadnickiemu).
5 października 2011 otrzymał nominację na pierwszego ordynariusza nowo powołanej eparchii orskiej. W związku z tym 27 października 2011 został podniesiony do godności archimandryty. Jego chirotonia biskupia odbyła się w cerkwi Zmartwychwstania monasteru Opieki Matki Bożej w Moskwie z udziałem konsekratorów: patriarchy moskiewskiego i całej Rusi Cyryla, metropolitów krutickiego i kołomieńskiego Juwenaliusza, kiszyniowskiego i całej Mołdawii Włodzimierza, sarańskiego i mordowskiego Warsonofiusza, orenburskiego i saraktaszyńskiego Walentego, arcybiskupa istrińskiego Arseniusza oraz biskupa sołniecznogorskiego Sergiusza.